# 洪水玄武岩
洪水玄武岩（こうずいげんぶがん）とは、地中から比較的短い期間で、非常に膨大な量の玄武岩質熔岩が噴出し形成されたと考えられている、玄武岩の巨大な岩体の事である。その地形から台地玄武岩（だいちげんぶがん）とも呼ばれている。カンブリア紀以後でも何回か、洪水玄武岩の形成が発生した。

## 代表的な洪水玄武岩

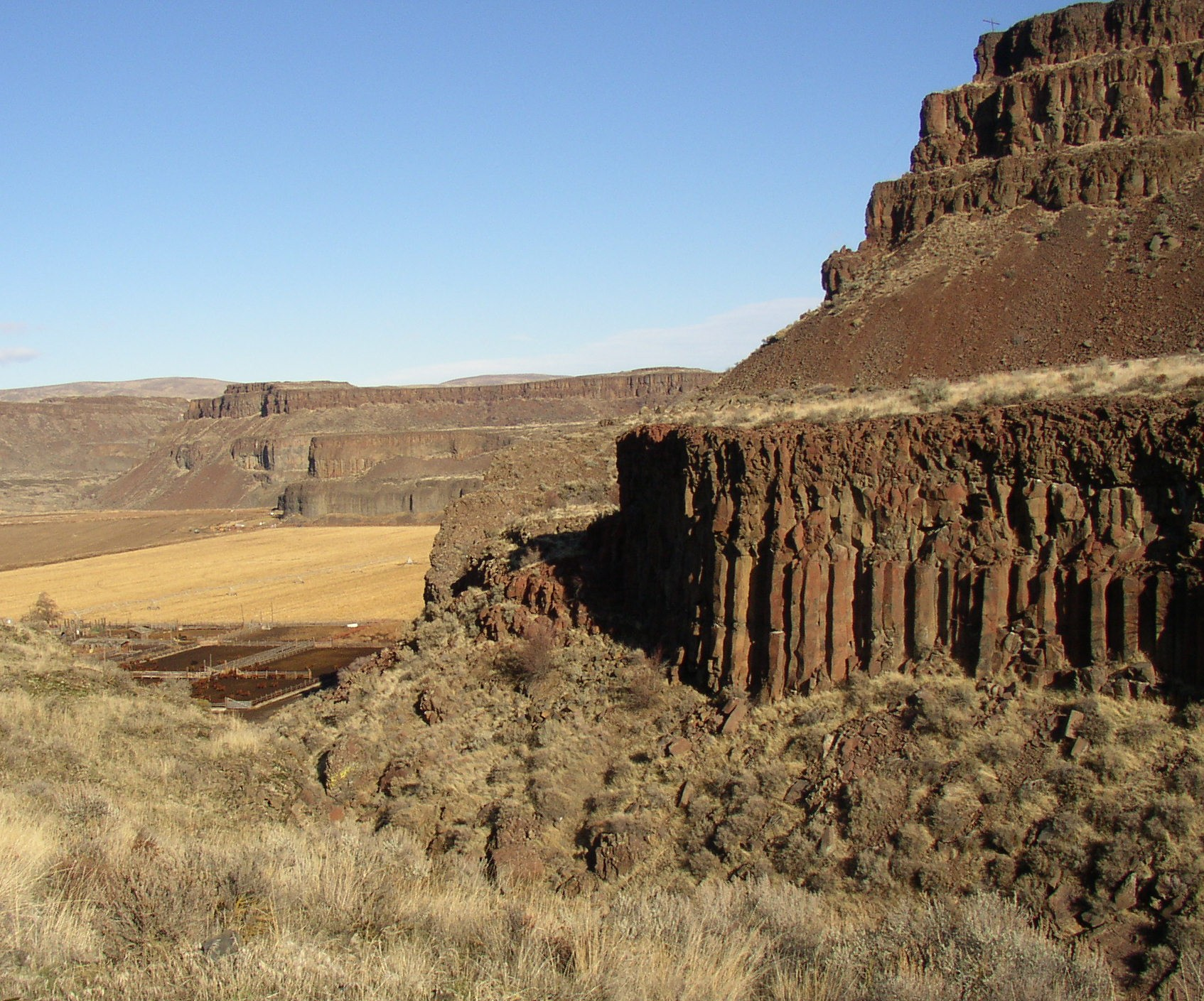
コロンビア川台地の洪水玄武岩の風景。モーゼス・クーリーと呼ばれている。

玄武岩はシリカ分が少なく、流動性の良い熔岩が地上で冷却固化して出来た岩石である。洪水玄武岩は大陸プレート上、海洋プレート上双方に存在し、いずれも広大な面積を覆っている。例えば、インドのデカン高原は、玄武岩が約50万 km2に広がって高原を形成している。
以下に、現在の地球上で観察される洪水玄武岩の代表例を列記する。表記は名称（存在地）、噴出年代、面積の順である。
- シベリア・トラップ（ロシア東北部中央シベリア高原）、ペルム紀、700万 km2、400万 km3
- カルー玄武岩 (en) （南アフリカ、ドラケンスバーグ山脈）、三畳紀、14万 km2
- パラナ玄武岩 (en) （ブラジル）、白亜紀、120万 km2
- デカントラップ（インド、デカン高原）、白亜紀〜暁新世、50万 km2
- コロンビア川台地（アメリカ合衆国）、中新世、20万 km2

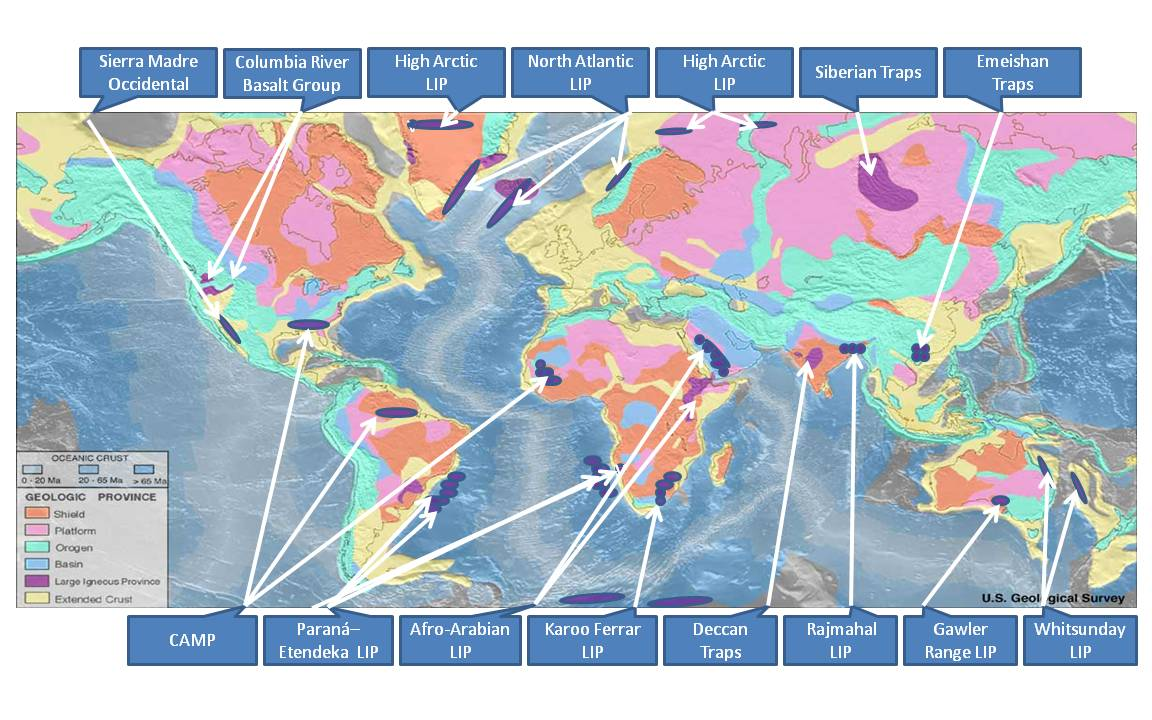
世界の巨大火成岩岩石区（LIP、地図中の紫色）の分布図

同様な玄武岩質溶岩の大量噴出は海中でも起こってきた。海底の場合は、巨大火成岩岩石区と呼ばれている。その代表例として、南太平洋に存在するオントンジャワ海台（白亜紀、150万 km2、500万 km3）が挙げられる。

## 大量の熔岩の成因

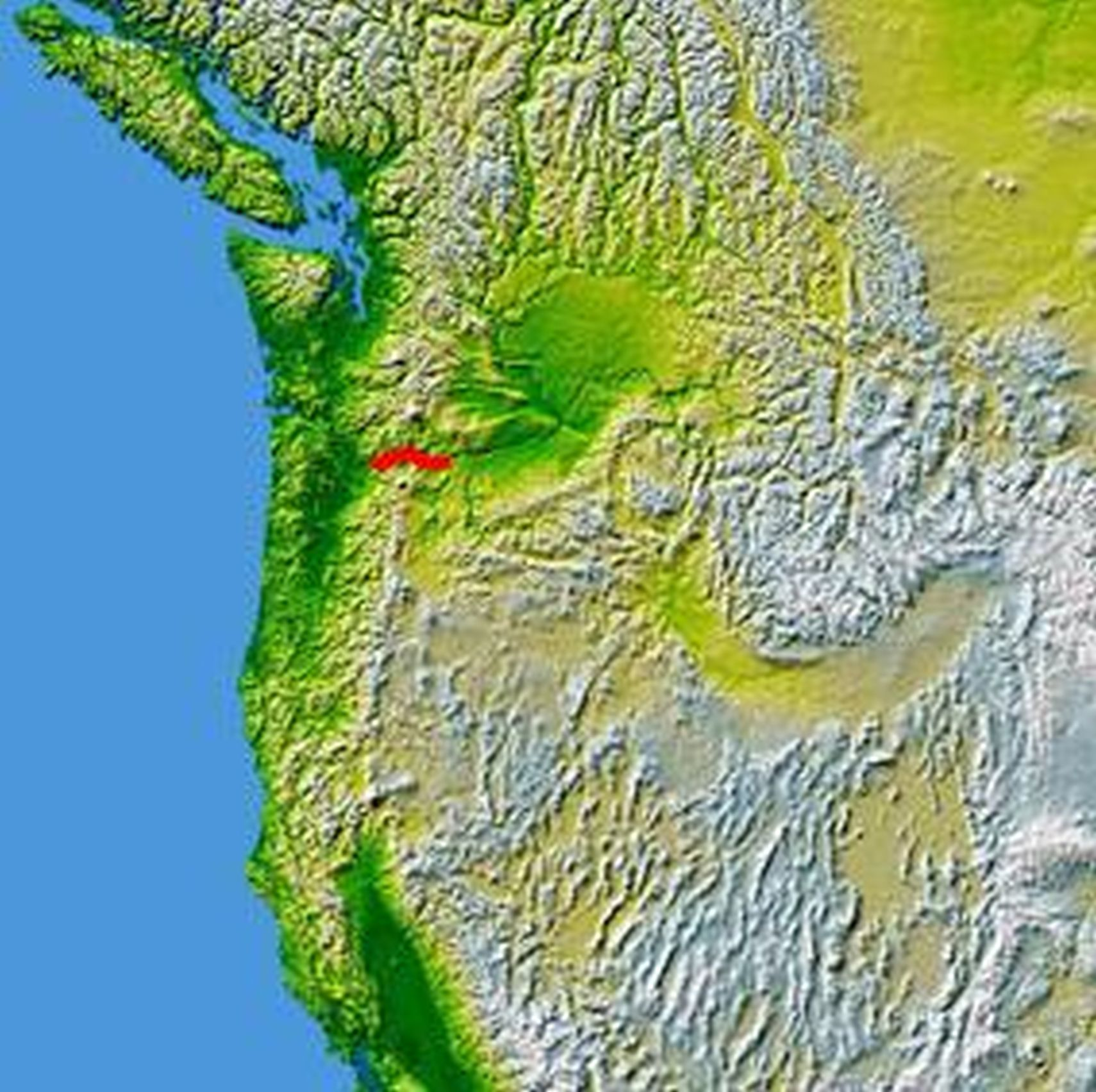
コロンビア川台地の洪水玄武岩の分布 : 主に印の右側の緑色で示された部分に分布する。コロンビア川渓谷（赤い印）の部分で南北に走るカスケード山脈と交差している。（こちらの図参照）

プレートテクトニクスの考え方では、大陸プレートの地殻は、シリカ分に富み密度が低く軽い花崗岩質が主体とされる。そうであるならば、大陸の地殻の部分で、密度が高く重い玄武岩の熔岩が大量に生成するとは考え難い。このため、各地の洪水玄武岩中の鉱物の調査結果などから、洪水玄武岩を形成した熔岩は、地殻の下に存在するマントルからもたらされたと考えられている。
なお、マントルが地表に露出することは極めて稀であり、洪水玄武岩の噴出は大陸の分裂など、地殻が引き裂かれて発生した亀裂などが原因だろうと考えられている。
例えば、大西洋を挟んで存在するカルー玄武岩とパラナ玄武岩については、アメリカ大陸とアフリカ大陸が分裂した際に多数発生した割れ目に沿って、時期を同じくして一気に噴出した玄武岩と考えられている。また例えば、コロンビア川台地の場合は、その活動時期が北西に存在した火山弧（日本の火山帯に相当）の活動時期と一致しており、近傍の火山活動に伴って、地殻に引張り応力がかかった結果、地殻にひび割れが生じたとされている。

### 噴火の状況と熔岩の成分
洪水玄武岩は、数百回以上と想定されている、繰り返し発生した噴火で形成されたと考えられている。すなわち流動性が良く薄く拡がる玄武岩質熔岩が何度も繰り返し噴火した結果、現在見られるような高大な台地や高原を作ったとのシナリオである。その根拠として、洪水玄武岩内の熔岩流を1枚ずつ分析すると、それぞれが必ずしも同一成分で無い場合が多い点が挙げられる。更にマントルを構成する鉱物群とは、かなり異なった成分の熔岩が各地で検出された。これらを総合して考えると、洪水玄武岩は、マントル自体が融解したマグマが一気に噴火して形成されたわけではないと考えられる。
恐らく、プレート運動で海溝からマントルに沈み込んだ海洋地殻が、マントルのホットプルームの上昇に巻き込まれ地殻の下まで上昇し、そこで圧力低下によって融解した結果、大量のマグマを生成して、それが噴出して、洪水玄武岩を形成したと説明されている。

## 地球環境への影響
洪水玄武岩は比較的短期間に膨大な量の熔岩が地表に噴出して形成されたと考えられている。そのため、地球環境に急激な変化を引き起こし、重大な影響を与えたと考えられている。
これは火山に対して科学観測が行われるようになってから噴火した火山で得られた知見だが、玄武岩質熔岩の噴火においては、火山灰の噴出量が少ない反面、大量の火山ガスを出す事例が多く観察された。この火山ガスが、地球環境に大きな影響を及した事例もあった。記録に残っている事例では、1783年に起こったアイスランドのラーカギーガルの噴火は、玄武岩質熔岩の大規模な噴火であり、この際に放出された火山ガスの影響により、少なくとも北半球は数年間寒冷化したという記録が残っている。例えば、日本においては天明の大飢饉という形で現れた。
もし洪水玄武岩が噴出する際にも、同様に火山ガスが噴出すると仮定すると、洪水玄武岩の噴出に伴う火山ガスの噴出量はラーカギガール噴火の数十倍以上と見積もられる。洪水玄武岩が出現した際に、そのような量の火山ガスが実際に噴出したとすれば、当時の地球環境に深刻な影響を与えた可能性が高い。実際に、最大規模のシベリア台地玄武岩の噴火時期は、史上最大規模の大量絶滅が起こったP-T境界と一致しており、この時期の大量絶滅の原因の1つと考えられている。また、海洋中での大量噴出であったオントンジャワ海台の形成時は、海洋底に堆積した有機質泥が引き起こした海洋無酸素事変と時期が近く、地球表層の環境変動とアプティアン絶滅とのリンクが指摘されている。

## 関連資料
発行年順
- 藤井敏嗣、纐纈一起（編）『地震・津波と火山の事典』東京大学地震研究所（監修）、丸善、2008年。

- 島村英紀『完全解説日本の火山噴火』秀和システム、2017年。